# 坎米·格拉纳托
坎米·格拉纳托（英語：Cammi Granato，1971年3月25日—），美国女子冰球运动员。她曾代表美国国家队参加1998年和2002年冬季奥林匹克运动会冰球比赛，获得一枚金牌和一枚银牌。